# Azione di rivendicazione
Con l'azione di rivendicazione, il proprietario fa valere il suo diritto di proprietà per recuperare la cosa da altri illegittimamente posseduta o detenuta.
In Italia è regolata dall'articolo 948 del codice civile.

## Descrizione
L'azione di rivendicazione ha una finalità restitutoria: con essa il proprietario, che non è nel possesso della cosa, chiede, previo accertamento della titolarità del proprio diritto, la condanna alla restituzione del bene.
L'azione ha natura reale: essa si rivolge cioè non solo nei confronti della persona che per prima si è impossessata del bene, ma contro chiunque ne ha attualmente la disponibilità di fatto ed è quindi in grado di restituirlo.
Il convenuto che, dopo la domanda, ha cessato, per fatto proprio, di avere la disponibilità di fatto della cosa, è obbligato a recuperarla o a corrispondergliene il valore, oltre a risarcirgli il danno. Il proprietario può agire anche contro il nuovo possessore o detentore e conseguire da quest'ultimo la restituzione della cosa.
Secondo il principio generale in materia di onere della prova, chi agisce in rivendicazione deve fornire la dimostrazione del suo diritto di proprietà, anche se il convenuto si astenga dal vantare un titolo che lo legittima a possedere o a detenere. Tale prova può presentare aspetti di particolare difficoltà (probatio diabolica), soprattutto quando si tratti di beni immobili: per essere proprietario, infatti, non basta aver acquistato il bene in base a una compravendita, a una donazione o a una successione mortis causa, perché il dante causa potrebbe non essere stato a sua volta proprietario; occorre dare la prova anche dell'acquisto legittimo dei vari danti causa dell'attore, immediati e mediati, fino a risalire ad un acquisto a titolo originario da cui ha avuto origine la catena dei trasferimenti.
Nell'assolvimento di questo onore probatorio, allora, l'attore in rivendicazione può giovarsi dell'istituto dell'usucapione, che può essere costruito avvalendosi della successione nel possesso (o dell'accessione nel possesso, se la successione è a titolo particolare), che consente di sommare la durata del proprio possesso a quella dei danti causa. Per i beni mobili, inoltre, ai fini della ricerca dell'acquisto a titolo originario soccorre la regola possesso vale titolo.
L'azione di rivendicazione è imprescrittibile; tuttavia, se all'inerzia prolungata del proprietario fa riscontro il possesso del non proprietario per il tempo necessario ad usucapire, questi alla fine ne acquista la proprietà a titolo originario e l'azione di rivendicazione promossa non potrà avere alcun seguito.
Se il proprietario ha interesse solo alla restituzione o alla consegna della cosa che si trova in mano di altri, potrà esercitare, anziché l'azione di rivendicazione, l'azione personale ex contractu nei confronti del soggetto parte del rapporto contrattuale (del conduttore, del comodatario) e basterà dare la prova del contratto.